# Stazione di Asakayama
La stazione di Asakayama (浅香山駅?, Asakayama-eki) è una stazione ferroviaria della città di Sakai, nella prefettura di Osaka situata nel quartiere di Sakai-ku, ed è la prima che si incontra nel territorio di Sakai venendo dal capolinea di Namba, a Osaka, dal quale dista 8,7 km. Essa è gestita dalle Ferrovie Nankai e servita dalla linea Kōya; fermano solamente i treni locali.

## Linee e servizi
Ferrovie Nankai
● Linea Nankai Kōya

## Struttura
La stazione è dotata di due marciapiedi laterali e due binari passanti, e sono presenti ascensori per il pieno accesso dell'infrastruttura.
| 1 | ● Linea Nankai Kōya | per Nakamozu (serv. diretto via ferrovia Semboku per Izumi-Chūō), Kawachinagano, Hashimoto e Kōyasan |
| 2 | ● Linea Nankai Kōya | per Shin-Imamiya, Imamiyaebisu e Namba                                                               |

## Stazioni adiacenti
| «                             | Servizio          | »                 |
| Linea Nankai Kōya             | Linea Nankai Kōya | Linea Nankai Kōya |
| ----------------------------- | ----------------- | ----------------- |
| Abikomae                      | Locale            | Sakai-Higashi     |
| Tutti gli altri treni passano |                   |                   |